# Арпентьєв Володимир Олександрович
Володимир Олександрович Арпе́нтьєв (нар. 12 липня 1918, Кримське — пом. 1986) — державний діяч Молдавської РСР, міністр фінансів Молдавської РСР. Член та голова Ревізійної комісії КП Молдавії в 1956—1961 роках. Член ЦК КП Молдавії в 1961—1981 роках. Депутат Верховної Ради Молдавської РСР 5—9-го скликань.

## Біографія
Народився 12 липня 1918 року в селі Кримському (нині Сіверськодонецький район Луганської області, Україна). З 1941 року на керівних посадах у промисловості, згодом у фінансових органах. Член ВКП(б) з 1941 року. У 1949 році закінчив Всесоюзний заочний фінансово-економічний інститут у Москві.
26 лютого 1955 — 6 лютого 1979 року — міністр фінансів Молдавської РСР. На VI-му, VII -му і IX-му з'їздах Комуністичної партії Молдавії обирався членом Ревізійної комісії; на X-му, XI-му, XII-му, XIII-му і XIV-му з'їздах — членом Центрального комітету Комуністичної партії Молдавії. Нагороджений чотирма орденами Трудового Червоного Прапора. 
З 1979 року — персональний пенсіонер. Помер у 1986 році. Похований у Кишиневі на Центральному цвинтарі.